# Gonioprocris
Gonioprocris is een geslacht van vlinders van de familie bloeddrupjes (Zygaenidae), uit de onderfamilie Procridinae.

## Soorten
- G. megalops (Druce, 1884)
- G. rubrojugulata Alberti, 1954
- G. siruna Hering, 1938
- G. xena Jordan, 1913